# Claudio Giráldez
Claudio Giráldez González (Porriño, Pontevedra, 24 de febrero de 1988) es un exfutbolista y entrenador español que, en la actualidad, dirige al Real Club Celta de Vigo de la Primera División Española.

## Trayectoria

### Como jugador
Claudio pasó por las canteras del Real Madrid Club de Fútbol y del Club Atlético de Madrid con el que llegó a jugar en sus filiales, antes de volver a Galicia donde jugaría en las filas del Pontevedra CF, CD Ourense, Coruxo FC y Porriño Industrial, antes de retirarse en 2014.

### Como entrenador
Hizo la formación como entrenador en el centro de alto rendimiento Cented Academy 
El porriñés se formó como entrenador en las categorías inferiores del Real Club Celta de Vigo. 
En la temporada 2022-2023, pasó desde el Juvenil de División de Honor al Celta de Vigo Fortuna de la Primera Federación, logrando esa misma temporada la clasificación para el playoff de ascenso a la Segunda División de España. 
En la temporada 2023-24, vuelve a dirigir al filial celeste de la Primera Federación, que tras las 27 jornadas disputadas, marchaba en quinto lugar de la clasificación con 47 puntos.
El 12 de marzo de 2024, tras la destitución de Rafa Benítez, fue nombrado primer entrenador del Real Club Celta de Vigo de la Primera División española hasta el final de la temporada. Logró la permanencia para el conjunto gallego tras sumar 17 puntos en 10 partidos y continuó en el cargo la temporada siguiente, siendo renovado posteriormente hasta 2027.

## Clubes

### Como jugador
| Club                   | País   | Año       |
| ---------------------- | ------ | --------- |
| Real Madrid "C"        | España | 2006-2007 |
| Real Madrid Castilla   | España | 2007-2008 |
| Atlético de Madrid "B" | España | 2008-2009 |
| Pontevedra CF          | España | 2009-2011 |
| CD Ourense             | España | 2012-2013 |
| Coruxo FC              | España | 2013-2014 |
| Porriño Industrial     | España | 2014-2019 |

### Como entrenador
| Club                      | País   | Año       |
| ------------------------- | ------ | --------- |
| Gran Peña                 | España | 2019-2021 |
| Celta de Vigo Juvenil "A" | España | 2021-2022 |
| Celta de Vigo Fortuna     | España | 2022-2024 |
| Celta de Vigo             | España | 2024-Act. |

## Estadísticas como entrenador
| Equipo                 | Div.                | Temporada           | Liga  | Liga | Liga | Liga | Liga |       | Copa | Copa | Copa | Copa  |   | Internacional | Internacional | Internacional | Internacional | Internacional |   | Otros | Otros | Otros | Otros |    | Totales     | Totales | Totales | Totales | Totales | Totales | Totales | Totales |
| Equipo                 | Div.                | Temporada           | Part. | G    | E    | P    | Pos. | Part. | G    | E    | P    | Part. | G | E             | P             | Pos.          | Part.         | G             | E | P     | Part. | G     | E     | P  | Rendimiento | GF      | GC      | Dif.    |         |         |         |         |
| ---------------------- | ------------------- | ------------------- | ----- | ---- | ---- | ---- | ---- | ----- | ---- | ---- | ---- | ----- | - | ------------- | ------------- | ------------- | ------------- | ------------- | - | ----- | ----- | ----- | ----- | -- | ----------- | ------- | ------- | ------- | ------- | ------- | ------- | ------- |
| Gran Peña · España     | PG                  | 2019-20             | 26    | 7    | 4    | 15   | 18.º | -     | -    | -    | -    | -     | - | -             | -             | -             | -             | -             | - | -     | 26    | 7     | 4     | 15 | 32.05%      | 29      | 38      | -9      |         |         |         |         |
| Gran Peña · España     | PG                  | 2020-21             | 10    | 6    | 2    | 2    | Inc. | -     | -    | -    | -    | -     | - | -             | -             | -             | -             | -             | - | -     | 10    | 6     | 2     | 2  | 66.67%      | 15      | 10      | +5      |         |         |         |         |
| Gran Peña · España     | Total               | Total               | 36    | 13   | 6    | 17   | -    | -     | -    | -    | -    | -     | - | -             | -             | -             | -             | -             | - | -     | 36    | 13    | 6     | 17 | 41.67%      | 44      | 48      | -4      |         |         |         |         |
| Celta Fortuna · España | PF                  | 2022-23             | 38    | 16   | 11   | 11   | 5.º  | -     | -    | -    | -    | -     | - | -             | -             | -             | 2             | 1             | 0 | 1     | 40    | 17    | 11    | 12 | 51.67%      | 51      | 42      | +9      |         |         |         |         |
| Celta Fortuna · España | PF                  | 2023-24             | 27    | 14   | 5    | 8    | Inc. | -     | -    | -    | -    | -     | - | -             | -             | -             | -             | -             | - | -     | 27    | 14    | 5     | 8  | 58.02%      | 46      | 30      | +16     |         |         |         |         |
| Celta Fortuna · España | Total               | Total               | 65    | 30   | 16   | 19   | -    | -     | -    | -    | -    | -     | - | -             | -             | -             | 2             | 1             | 0 | 1     | 67    | 31    | 16    | 20 | 54.23%      | 97      | 72      | +25     |         |         |         |         |
| Celta de Vigo · España | 1.ª                 | 2023-24             | 10    | 5    | 2    | 3    | 13.º | -     | -    | -    | -    | -     | - | -             | -             | -             | -             | -             | - | -     | 10    | 5     | 2     | 3  | 56.67%      | 16      | 14      | +2      |         |         |         |         |
| Celta de Vigo · España | 1.ª                 | 2024-25             | 38    | 16   | 7    | 15   | 7.º  | 4     | 3    | 0    | 1    | -     | - | -             | -             | -             | -             | -             | - | -     | 42    | 19    | 7     | 16 | 50.8%       | 76      | 65      | +11     |         |         |         |         |
| Celta de Vigo · España | 1.ª                 | 2025-26             | 1     | 0    | 0    | 1    | -    | 0     | 0    | 0    | 0    | 0     | 0 | 0             | 0             | -             | -             | -             | - | -     | 1     | 0     | 0     | 1  | 0%          | 0       | 2       | -2      |         |         |         |         |
| Celta de Vigo · España | Total               | Total               | 49    | 21   | 9    | 19   | -    | 4     | 3    | 0    | 1    | 0     | 0 | 0             | 0             | -             | -             | -             | - | -     | 53    | 24    | 9     | 20 | 50.94%      | 92      | 81      | +11     |         |         |         |         |
| Total en su carrera    | Total en su carrera | Total en su carrera | 150   | 64   | 31   | 55   | -    | 4     | 3    | 0    | 1    | 0     | 0 | 0             | 0             | -             | 2             | 1             | 0 | 1     | 156   | 68    | 31    | 57 | 50.21%      | 233     | 201     | +32     |         |         |         |         |
| 1. 2. 3.               |                     |                     |       |      |      |      |      |       |      |      |      |       |   |               |               |               |               |               |   |       |       |       |       |    |             |         |         |         |         |         |         |         |

#### Resumen por competiciones
| Competición            | Partidos | Ganados | Empatados | Perdidos | %      | Resultado        |
| ---------------------- | -------- | ------- | --------- | -------- | ------ | ---------------- |
| Preferente Galicia     | 36       | 13      | 6         | 17       | 41.67% | 18.º lugar       |
| Primera Federación     | 67       | 31      | 16        | 20       | 54.23% | 5.º lugar        |
| LaLiga                 | 49       | 21      | 9         | 19       | 48.98% | 7.º lugar        |
| Copa del Rey           | 4        | 3       | 0         | 1        | 75%    | Octavos de final |
| Liga Europa de la UEFA | 0        | 0       | 0         | 0        | 0%     | En disputa       |
| TOTAL                  | 156      | 68      | 31        | 57       | 50.21% | Sin Títulos      |